# Regnmätare

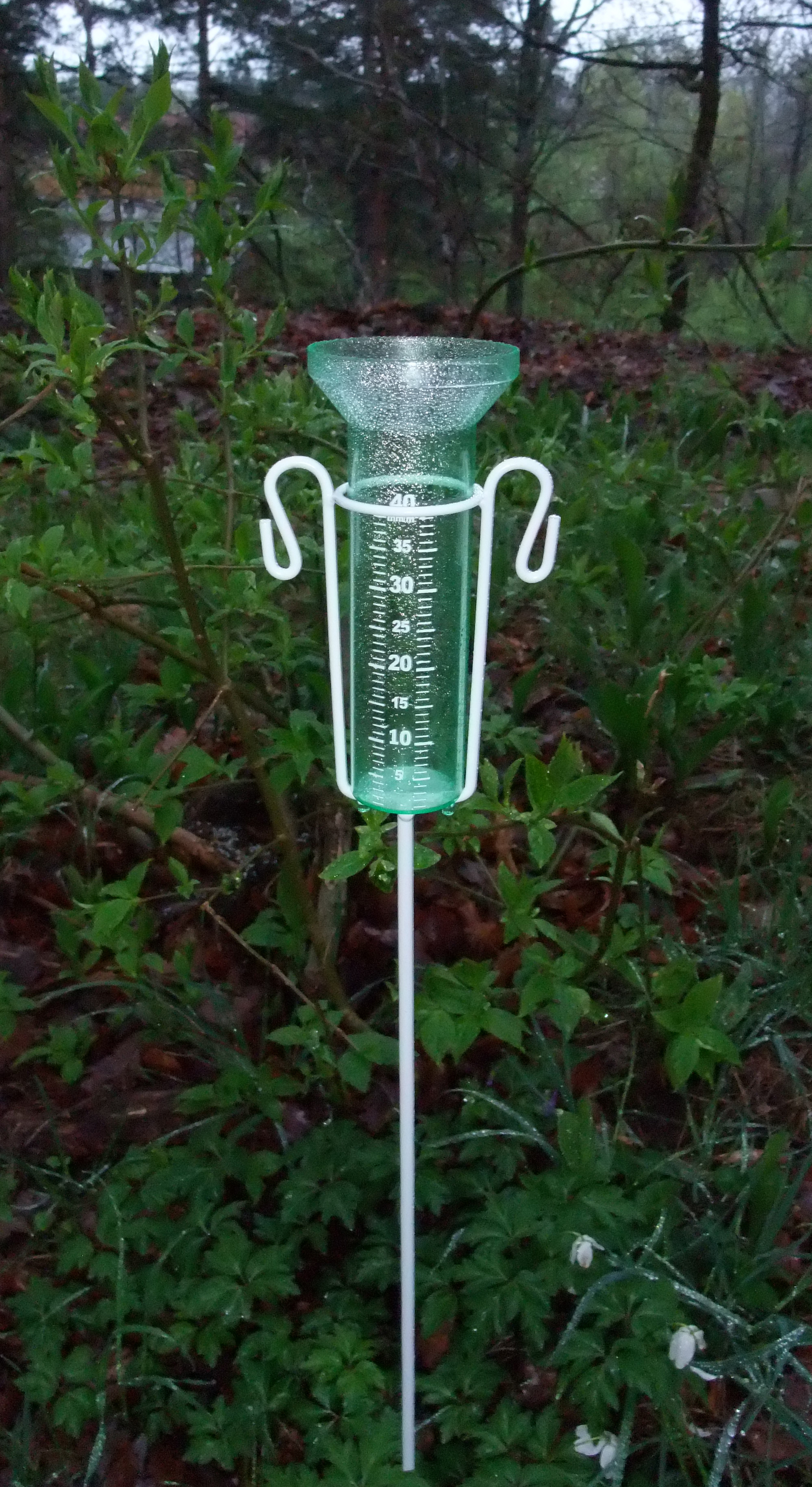
En vanlig regnmätare för privat bruk. Skalan anger millimeter regn.

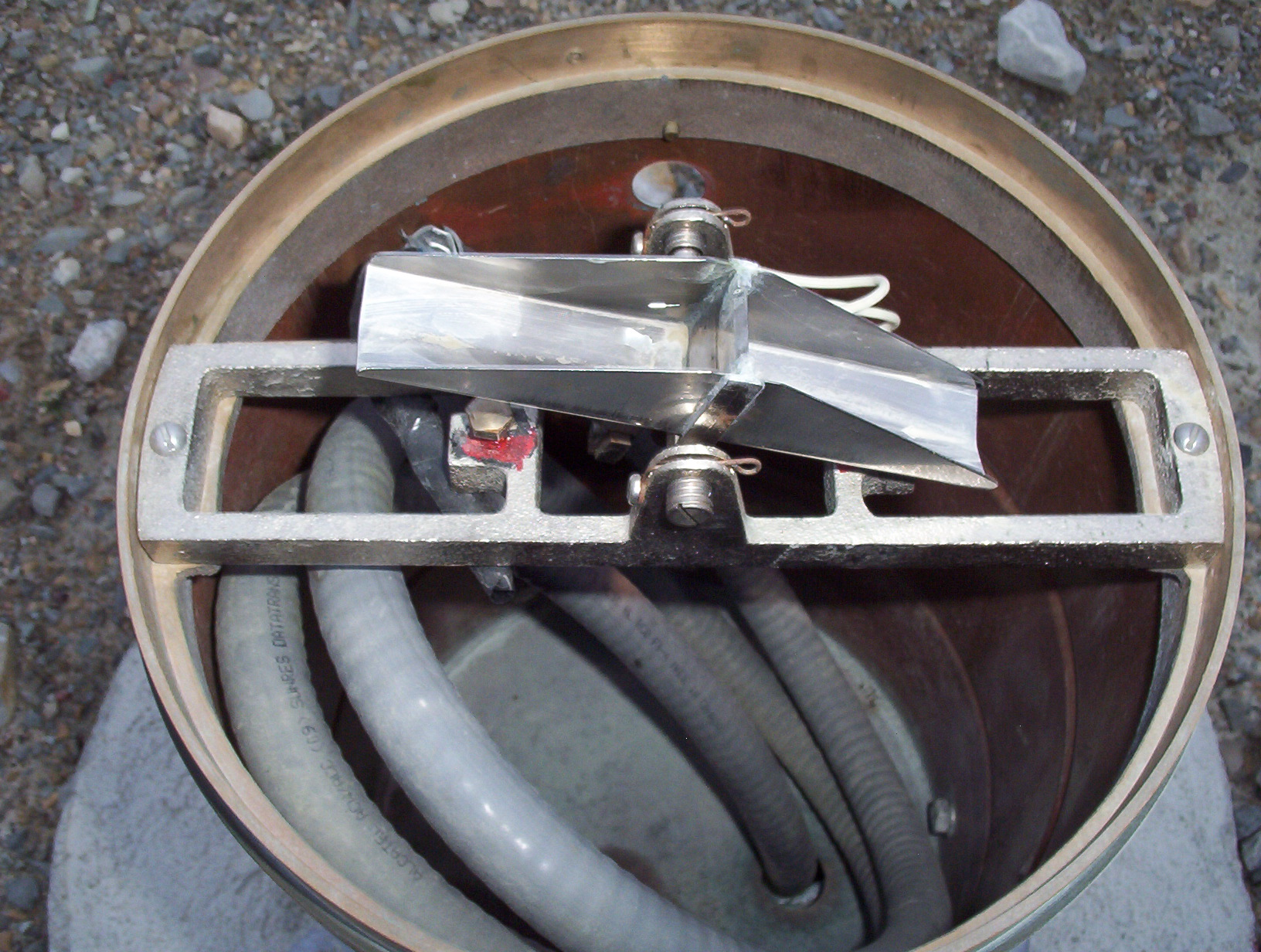
Invändig bild av en regnmätare av typen "tipping-bucket".

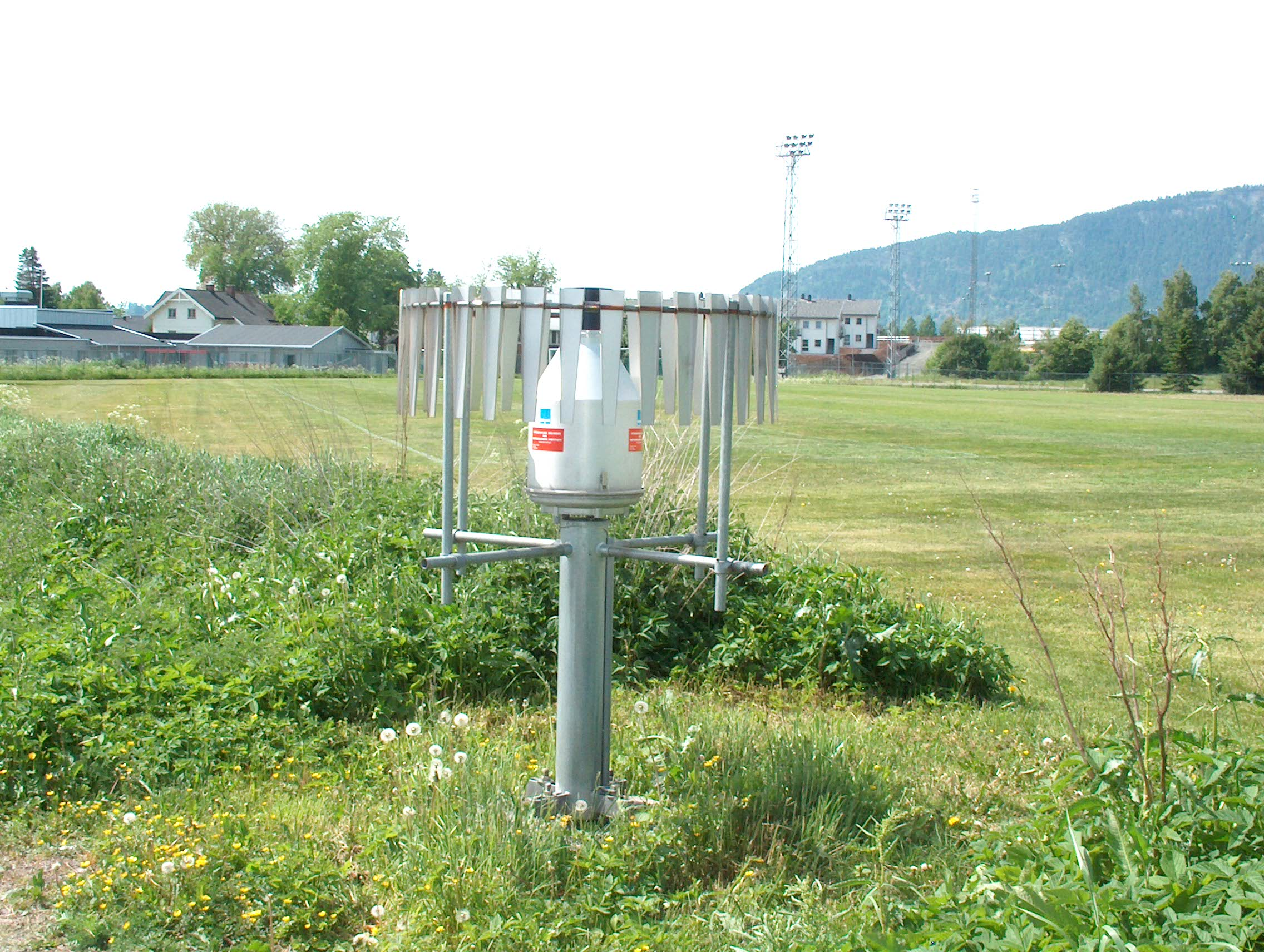
En automatisk nederbördsmätare med vindskärm i Drammen i Norge.

Regnmätare eller nederbördsmätare är ett mätverktyg avsett att mäta hur mycket nederbörd som faller på en given plats under en given tidsperiod. Den kallas även pluviometer (av lat. pluvia, "regn", och gr. metron, "mått"), eller i äldre tid ombrometer eller om nederbörden automatiskt registreras ombrograf.
Nederbörd mäts vanligen i millimeter, vilket motsvarar antalet liter som fallit per kvadratmeter. I engelskspråkiga länder anges ofta nederbörden i tum med två decimaler. En tum motsvarar 25,4 mm. Vid nederbördsmätning mäts fast nederbörd i smält form, till skillnad från snödjupsmätning som avser snö som redan ligger på marken. I många länder räknas dagg och rimfrost in i nederbördsmängden, men inte i exempelvis Sverige.
För att nederbördsmätningen ska bli korrekt är det viktigt att nederbördsmätaren placeras rätt så att inte vind eller andra ovälkomna felkällor påverkar mätningen. Andra faktorer som kan påverka mätresultatet negativt är avdunstning (särskilt vid mätstationer utan direkt tillsyn), vätning/vidhäftning i samband med att nederbörd fastnar i nederbördsmätaren eller blir kvar i behållaren efter tömning, och hagel som studsar ur behållaren. 
En vanlig missuppfattning är att mätaren bör placeras på en viss höjd. Däremot brukar den av praktiska skäl placeras på ca 1,5 meters höjd över markytan.

## Typer av nederbördsmätare
Det finns olika typer av nederbördsmätare lämpade för olika klimat och ändamål.

### Vanliga nederbördsmätare för professionellt bruk
Den vanligaste nederbördsmätaren i världen kallas tipping-bucket. Den innehåller två små kärl för en eller två millimeter regn. När ena kärlet är fyllt tippas innehållet ut samtidigt som det andra kärlet fylls. Nederbörden mäts då i antal tippningar. En nackdel med mätaren är att fast nederbörd måste smältas och att risken för avdunstning då är stor. Den används av exempelvis kommuner och universitet.
Det finns även optiska nederbördsmätare som bygger på principen att brytningen och absorptionen av utsända ljussignaler förändras beroende på nederbördsintensiteten.
Vid SMHI:s manuella mätstationer mäts nederbörd med hjälp av nederbördskannor i aluminium och mätglas. Nederbördskannan brukar vara utrustad med ett vindskydd. Observatören häller sedan över nederbörden från kannan till mätglaset, graderat till 11 mm eller ibland 25 mm, och avläser mängden i tiondels millimeter. Vid nederbörd i fast form tar observatören in nederbördskannan så att innehållet smälter före mätning.
Vid SMHI:s automatiska mätstationer hängs ett mätkärl med givarsträng upp i kedjor. Strängen sätts i svängning med hjälp av en elektromagnet. Beroende på strängens belastning varierar dess frekvens och man kan därigenom beräkna mätkärlets tyngd och därmed också mängden nederbörd i kärlet. För att förhindra avdunstning används ett tunt lager oljefilm och viss uppvärmning. Uppvärmningen ska även motverka snöproppar. Vintertid används frostskyddsvätska för att snön ska smälta.

### Vanliga regnmätare för privat bruk
Regnmätare för privat bruk består ofta av en tubliknande plastbehållare som är graderad och töms efter varje mätning. Många regnmätare på marknaden är graderade i mm men har en skala med betydligt större avstånd mellan strecken än millimeter för att underlätta avläsning. Förklaringen är att intagsytan är större än bottenytan på mätkärlet.
En annan modell består av en metallbehållare som innehåller en flytkork och en mätsticka. När behållaren fylls så stiger korken och mätstickan och man kan avläsa nederbördsmängden på mätstickan.
Det finns även elektroniska regnmätare. En vanlig modell består av en väderbeständig behållare som monteras utomhus och en display som placeras inomhus. Behållaren innehåller någon form av sensor och har hål i botten så att regnvattnet kan rinna igenom behållaren samtidigt som regnmängden registreras på displayen. Den brukar även ha ett inbyggt minne så att man exempelvis kan mäta dygnsnederbörd och total månadsnederbörd samtidigt.

## Historia
De första kända nederbördsmätningarna gjordes i Indien för lantbruks- och skatteändamål. I skriften Arthasastra från cirka 300 år f. Kr. nämns en regnmätare med fyrkantig öppning. I Palestina gjordes regnmätningar cirka 200 år f. Kr. I Kina hade man nederbördsmätare för både regn och snö år 1247 e. Kr. Regnmätarna bestod av koniska eller cylinderformade kärl och fanns i varje provins- och distriktshuvudstad. För snömätningar hängdes bambukorgar upp på bergssluttningar och i bergspass.
Den första registrerade regnmätaren i Europa konstruerades av engelsmannen Sir Christopher Wren omkring år 1665. I Paris inleddes nederbördsmätningar år 1667. I Sverige har regnmätningar förekommit sedan 1723, då månadsmätningar gjordes i Uppsala.